# Glenea calypso
Glenea calypso é uma espécie de escaravelho da família Cerambycidae. Foi descrita por Francis Polkinghorne Pascoe em 1867. É conhecida a sua existência no Bornéu, Sumatra e Malásia.